# Симпсон, Рид
Рид Фи́лип Си́мпсон (англ. Reid Philip Simpson ; род. 21 мая 1969, Флин-Флон, Манитоба, Канада) — канадский хоккеист, тафгай, игравший на позиции нападающего.

## Краткая Биография
На уровне Национальной хоккейной лиги Рид Симпсон провёл 11 сезонов, в течение которых сыграл 311 матчей (включая игры плей-офф), забросил 18 шайб и отдал 18 результативных передач. Основной его задачей, как у тафгая, были драки на льду и запугивание оппонентов. Всего, в НХЛ, Симпсон заработал 869 минут штрафного времени. Помимо этого, Рида часто спускали в фарм-клубы WHL - (245 матчей) и AHL - (386 матчей).
В пост-локаутный сезон Симпсон впервые покинул родной континент, в целях попробовать свои силы в России, где подписал контракт с подмосковным «Витязем». За 2 года он провел 79 матчей, набрал 13 (3+10) очков и заработал 556 минут штрафного времени. Рида Симпсона можно считать первым канадским тафгаем в истории «Витязя». В первом сезоне КХЛ он получил должность в клубе и стал помогать привозить тафгаев в Россию.

## Достижения
- Обладатель кубка Колдера в составе «Олбани Ривер Рэтс» в сезоне 1994/1995